# Monte Serra (Etna)
Il monte Serra è un cono vulcanico inattivo, un cratere avventizio posto sul versante sud-orientale dell'Etna, compreso nel territorio del comune di Viagrande (CT).